# Acanthurus chirurgus
Acanthurus chirurgus är en fiskart som först beskrevs av Bloch, 1787.  Acanthurus chirurgus ingår i släktet Acanthurus och familjen Acanthuridae. IUCN kategoriserar arten globalt som livskraftig. Inga underarter finns listade i Catalogue of Life.

## Bildgalleri

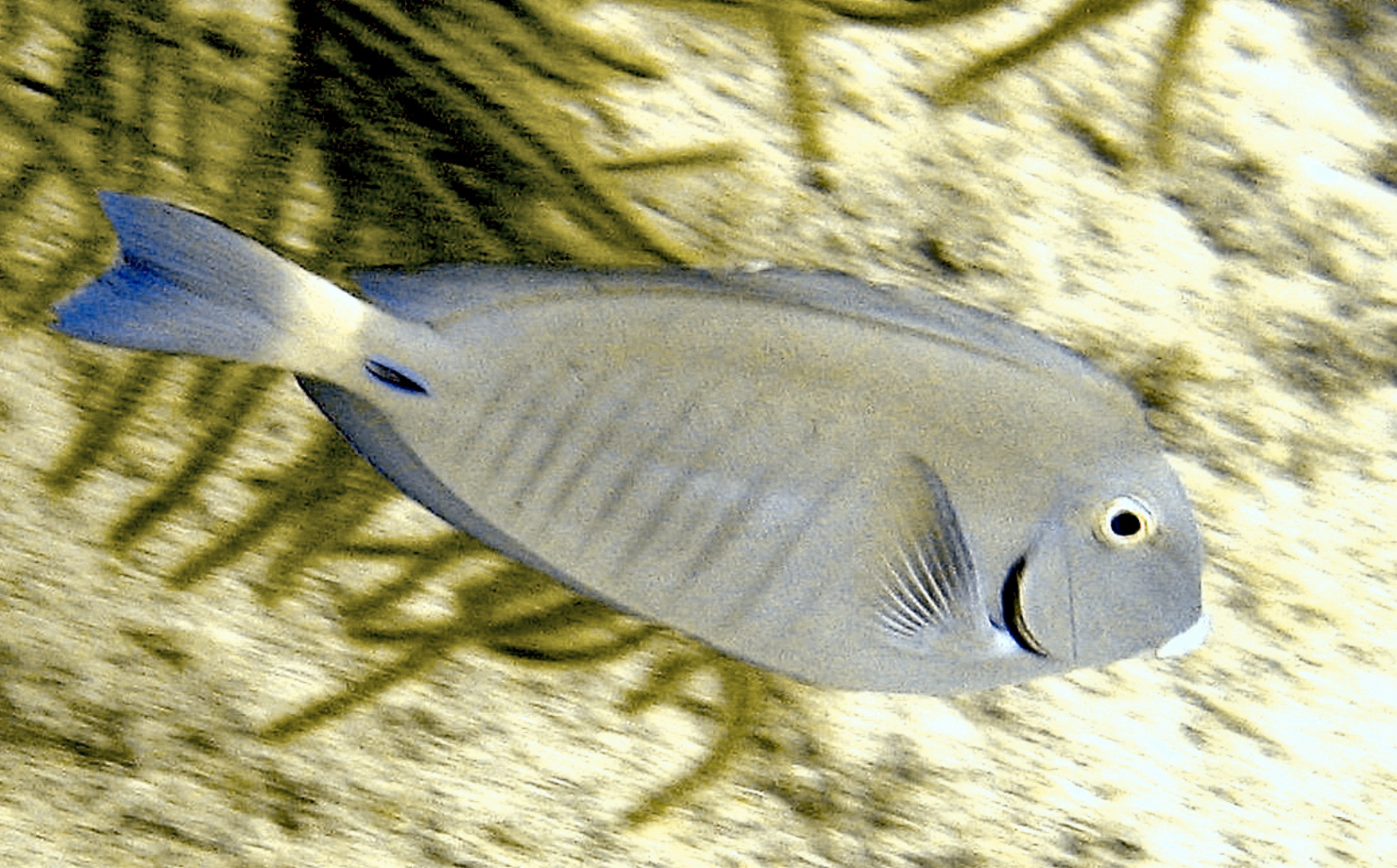
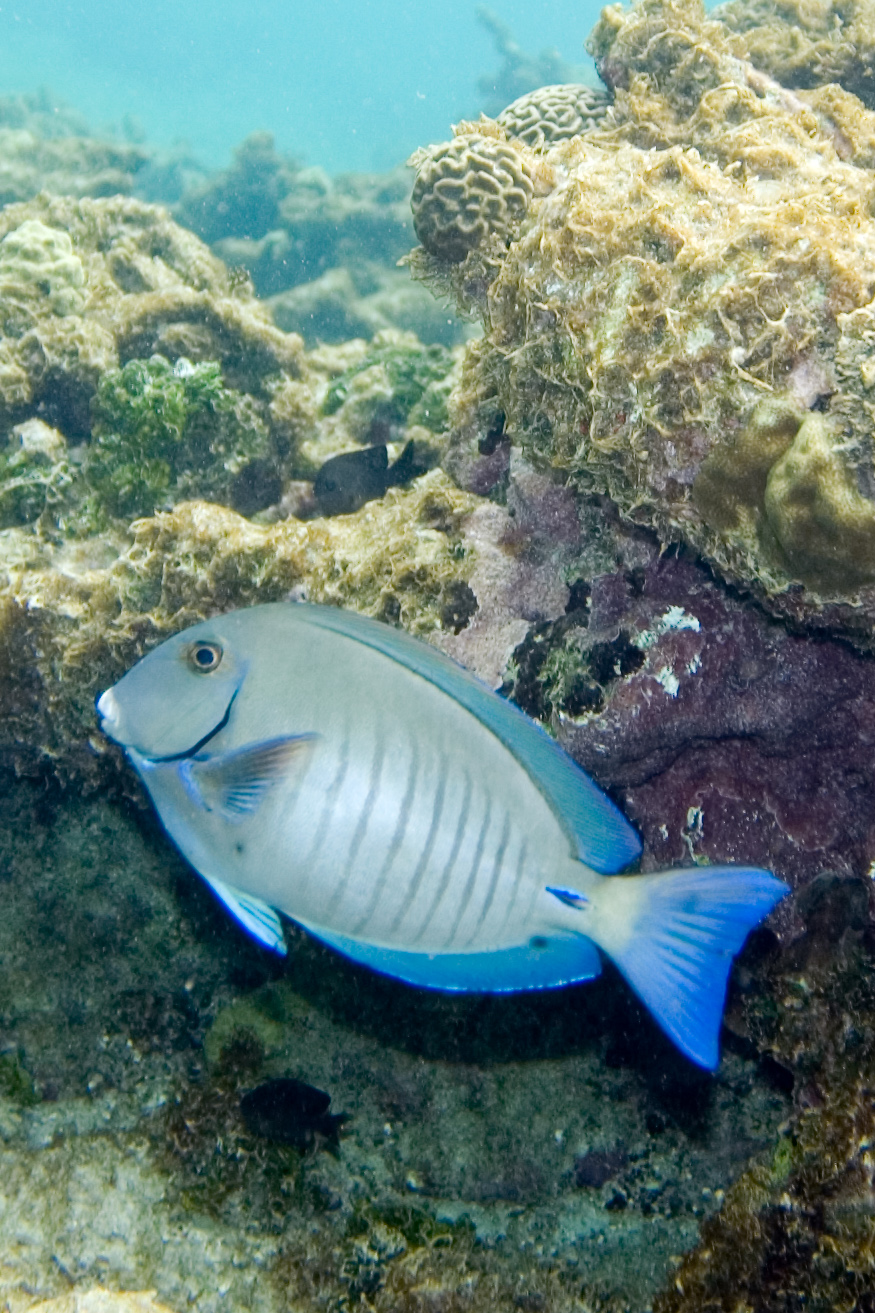
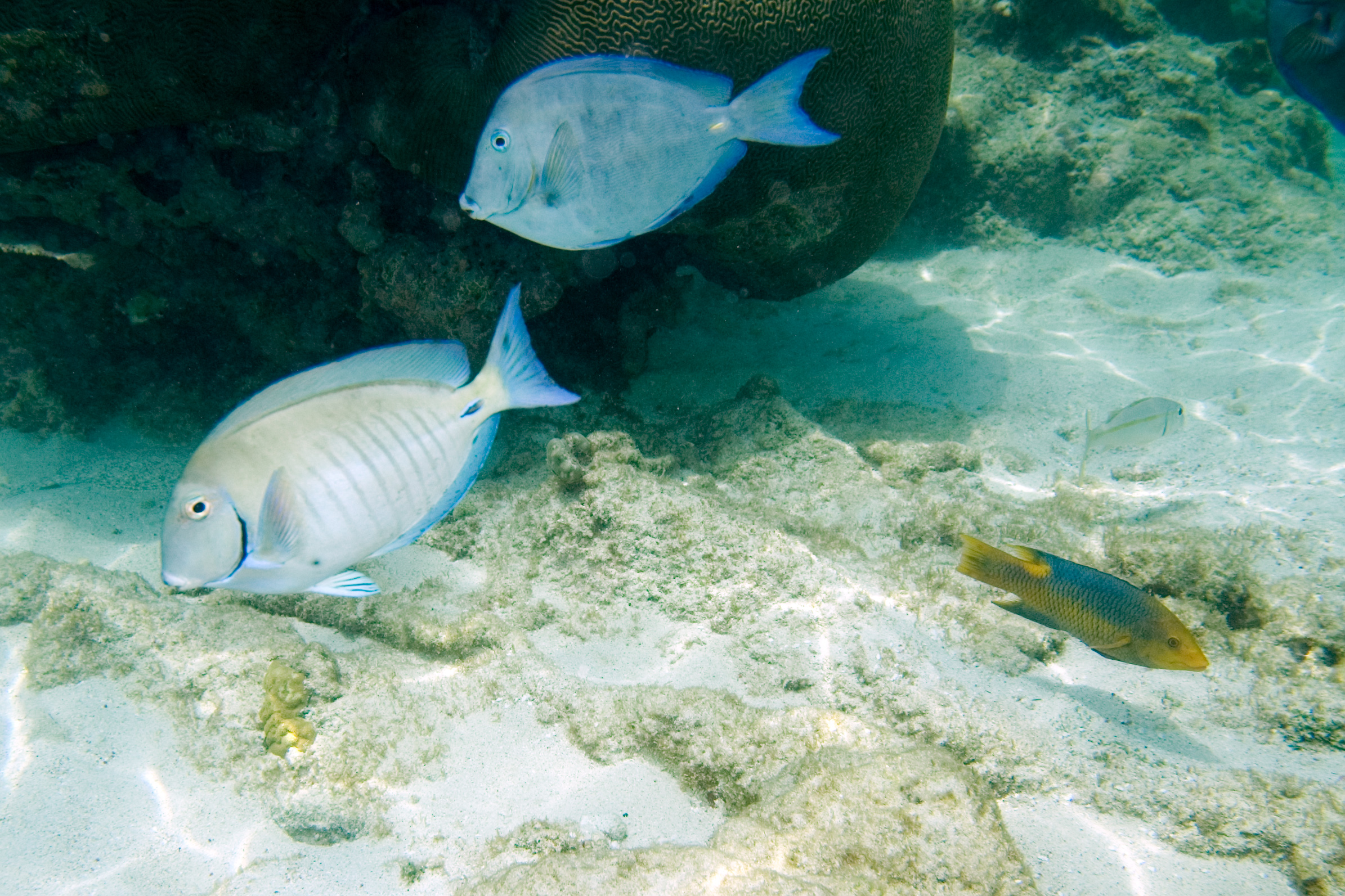